# Dunn (hrabstwo Dunn)
Dunn – miasto w Stanach Zjednoczonych, w stanie Wisconsin, w hrabstwie Dunn.